# よゐこのKIDSぱらだいす!
よゐこのKIDSぱらだいす!（よゐこのキッズぱらだいす!）は、キッズステーション制作、同局とTwellVで2006年から2013年3月まで放送された子供向け番組である。

## 概要
お笑いコンビのよゐこをナビゲーターとして迎え、小学館、学年誌、キッズステーションと全国の小学生が一丸となって製作する小学生による小学生のための番組。
メジャーな情報はもちろん、時には環境問題や政治、身近な出来事・流行など、ローカルなネタまで、よゐこと一緒に「遊ぶ」・「学ぶ」・「考える」参加型バラエティ番組。
放送内容は月1回または2回更新された。

## 放送時間
キッズステーション水曜日19:00 - 19:30、土曜日7:00 - 7:30、日曜日午前8:30 - 9:00
TwellV木曜日7:00 - 7:30、17:00 - 17:30

## 出演者
- よゐこ（濱口優・有野晋哉）
- オキャディー
- 飛び魚（川堺弥生・橋本真理江）
- モモタロウ[1]（2007年4月 - ）
- 中野祥太朗
- 永田優衣[2]
- ケヴィン ミズノ[3]（2012年4月 - ）
- 幸田雛子（2012年4月 - ）

### 過去の出演者
- 斎藤亜美（2006年 - ）
- ならゆりあ（2007年 - 2012年3月）
- 柳井舞維実[4]（2008年 - 2009年）
- 藤原健太
- 松井りさ（- 2010年3月）
- 牧原颯也[5]（- 2010年3月）